# Theodor Schuster
Carl Wilhelm Theodor Schuster (* 18. September 1808 in Lüne bei Lüneburg; † 1872) war ein deutscher Jurist und Arzt. Als Revolutionär war er einer der führenden Vertreter des Bundes der Geächteten.

## Leben
Theodor Schuster besuchte in Hildesheim die Schule. Er studierte seit 1826 Rechtswissenschaft an der Ruprecht-Karls-Universität Heidelberg und der Georg-August-Universität Göttingen. 1827 wurde er mit Gerlach von dem Knesebeck Mitglied des Corps Guestphalia Heidelberg und des Corps Lunaburgia Göttingen. In Göttingen wurde er nach der Verteidigung seiner Thesen de praesumtione doli mali in factis illicitis am 11. November 1829 zum Dr. iur. promoviert Mit anderen Privatdozenten wie Johann Ernst Arminius von Rauschenplat und Julius Heinrich Ahrens protestierte er gegen Zensurmaßnahmen des Dekans der juristischen Fakultät. Außerdem gründeten sie einen Leserzirkel der neben deutschen und französischen Zeitschriften auch politische Schriften vorhielt. Vor dem Hintergrund der konstitutionellen Bewegung im Königreich Hannover kam es zu den Göttinger Unruhen (1831), an denen Schuster sich mit fünf anderen – später genannt die sechs Unruhestifter – führend beteiligte. Das Rathaus wurde besetzt, eine Bürgergarde gebildet und ein Gemeinderat eingesetzt. Dagegen mobilisierte die Regierung die Armee. Vor dieser mussten die Bürger kapitulieren. Schuster musste fliehen. Sein Steckbrief beschreibt ihn als „großer, schlanker Statur, schielt stark.“
Schuster ging zunächst nach Straßburg und wandte sich 1832 nach Paris. Dort wurde er ein führendes Mitglied des Deutschen Volksvereins und des Bundes der Geächteten. Er war nach Jacob Venedey seit 1835 Herausgeber der Bundeszeitschrift „Der Geächtete“. Alfred Stern berichtet über Schusters Schicksal in Paris. Wie Jacob Venedey lehnte er eine ungeordnete Revolution von unten ab. Allerdings gab es erhebliche ideologische Unterschiede zwischen beiden. Während für Venedey die politischen Veränderungen im Vordergrund standen, sah Schuster das Grundproblem in der ökonomischen Struktur. Eine republikanische Verfassung allein behebe die Ursachen des Übels nicht:

„Wenn Licht werden soll für das Volk, so muß es sich in der nächsten Revolution darum handeln, nicht bloß den Monarchen zu stützen, sondern die Monarchie. Die Monarchie aber besteht nicht im Wappenschilde noch in der Königskrone – sie besteht im Vorrecht –  das Vorrecht aller Vorrechte aber ist der Reichthum. Fälle die revolutionäre Axt diesen Feind, und Thron, Geburtsadel und Krämerhoffahrt werden sich mit ihm sich neigen, wie ein Gemäuer mit seinem Fundamente. Lasse sie unversehrt, und alles Uebrige wird auf seinen Schultern sich wieder erheben, bis ein neuer Wetterstrahl den neuen Bau zerschellt.“

Schuster verlangte daher von einer revolutionären Partei ein sinnvolles ökonomisches Programm im Fall eines Sieges. Er selbst betrieb umfangreiche ökonomische Studien. Er kam zu einem Programm, in dem er eine auf Gleichheit gegründete Organisation der Arbeit und Industrie forderte. In der zukünftigen Gesellschaft sollte keine Arbeit ohne einen entsprechenden gerechten Lohn mehr möglich sein. Anders als etwa Venedey forderte er, dass eine revolutionäre Bewegung in erster Linie die Arbeiter ansprechen müsse. Dabei war es für ihn wichtig diese Gruppe nicht erst während einer Revolution, sondern vorher durch Aufklärungsmaßnahmen zu gewinnen. Wegen der unterschiedlichen Positionen kam es 1836 zur Spaltung. Schuster war an der Gründung des proletarisch und frühsozialistisch ausgerichteten Bundes der Gerechten maßgeblich beteiligt. Später zog er sich aus dem politischen Leben zurück. 1841 erarbeitete er zusammen mit Adolphe Regnier ein umfangreiches französisch-deutsches Wörterbuch. Er wandte sich auch von der Rechtswissenschaft ab und wurde Arzt. 1837 erwarb er den Grad eines Dr. med., nachdem er am 21. Januar an der Universität Paris Thesen „Sur les affection nerveuses de l'estomac et du tube intestinal“ verteidigt hatte. Er hat 1847 wohl Informationen über die Tätigkeit des Bundes der Kommunisten an die Mainzer Zentraluntersuchungskommission geliefert. Allerdings ist es wahrscheinlich, dass diese Informationen dazu gedacht waren, falsche Fährten zu legen.

## Schriften
- De praesumptione doli mali in factis illicitis. Diss. Göttingen 1829 (online)
- Eigentum, aus: Gedanken eines Republikaners (Paris, 1835), in: Fritz Brügel, Benedikt Kautsky (Hrsg.): Der deutsche Sozialismus von Ludwig Gall bis Karl Marx. Hess & Co., Wien 1931, S. 59–64
- Sur les affections nerveuses de l'estomac et du tube intestinal. Diss. Paris 1937 (online)
- Wörterbuch der deutschen und französischen Sprache, Deutsch-Französisch, Leipzig 1842 (online)
- Wörterbuch der deutschen und französischen Sprache, Französisch-Deutsch, Leipzig 1842 (online)